# Biescas
Biescas est une commune d'Espagne au nord de la communauté autonome d'Aragon, dans la province de Huesca. Le territoire de la commune se situe dans le massif montagneux des Pyrénées. Elle regroupe de nombreux villages, certains peuplés (Gavín, Aso de Sobremonte, Yosa de Sobremonte, Betés de Sobremonte, Biescas, Orós Bajo, Oliván, Escuer Baixo, Javierre del Obispo et Piedrafita de Tena) et d'autres abandonnés (Búbal, Polituara, Espierre, Saqués, Ainielle, Susín, Barbusa, Barbenuta, Orós Alto et Casbas).

## Géographie

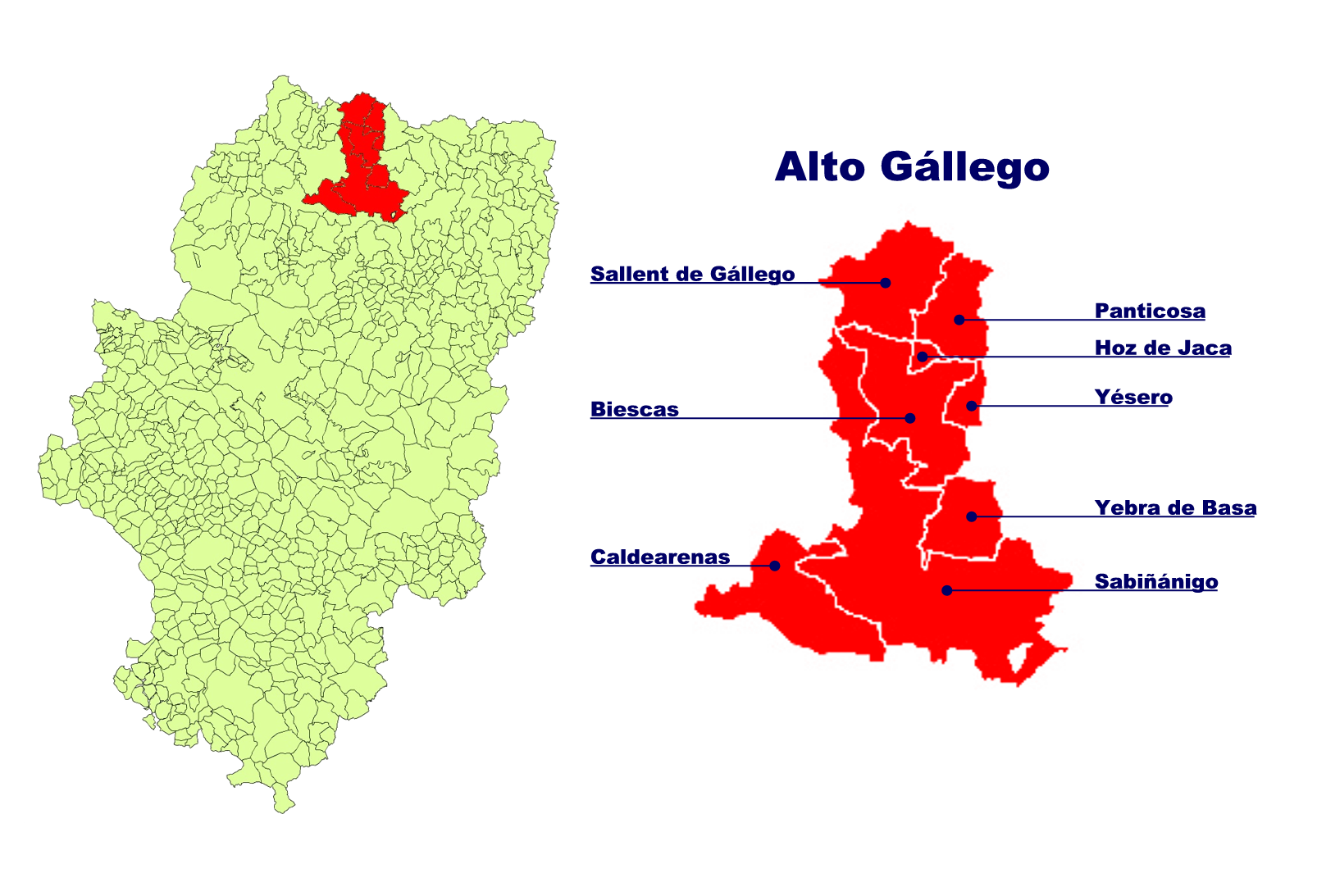
Territoire des communes dans la comarque de l'Alto Gállego (zone rouge, reste de l'Aragon en vert clair)

Administrativement la localité se trouve au nord de l'Aragon dans la comarque de l'Alto Gállego.
Localités limitrophes : À compléter

## Histoire
Le 7 août 1996, des inondations et une coulée de boue tuèrent 87 personnes dans un camping. Cette catastrophe est notamment relatée par la cinéaste Maribel Sánchez-Maroto dans son documentaire Biescas, un año de silencio sorti en 1997.

## Administration
| Période | Période | Identité           | Étiquette | Qualité |
| ------- | ------- | ------------------ | --------- | ------- |
| 1979    | 1983    |                    |           |         |
| 1983    | 1987    |                    |           |         |
| 1987    | 1991    |                    |           |         |
| 1991    | 1995    |                    |           |         |
| 1995    | 1999    |                    |           |         |
| 1999    | 2003    |                    |           |         |
| 2003    | 2007    |                    |           |         |
| 2007    | 2011    | Luis Estaún García |           |         |

## Démographie
| Évolution démographique | Évolution démographique | Évolution démographique | Évolution démographique | Évolution démographique | Évolution démographique | Évolution démographique | Évolution démographique | Évolution démographique | Évolution démographique | Évolution démographique | Évolution démographique | Évolution démographique | Évolution démographique | Évolution démographique | Évolution démographique | Évolution démographique | Évolution démographique |
| 1842                    | 1857                    | 1860                    | 1877                    | 1887                    | 1897                    | 1900                    | 1910                    | 1920                    | 1930                    | 1940                    | 1950                    | 1960                    | 1970                    | 1981                    | 1991                    | 2001                    | 2007                    |
| ----------------------- | ----------------------- | ----------------------- | ----------------------- | ----------------------- | ----------------------- | ----------------------- | ----------------------- | ----------------------- | ----------------------- | ----------------------- | ----------------------- | ----------------------- | ----------------------- | ----------------------- | ----------------------- | ----------------------- | ----------------------- |
| 655                     | ..                      | ..                      | 1261                    | 1438                    | 1488                    | 1527                    | 1586                    | 1656                    | 1465                    | 1034                    | 1211                    | 1093                    | 1376                    | 1293                    | 1171                    | 1244                    | 1549                    |

## Patrimoine
- Dolmens de Santa Elena
- De nombreuses églises, dont la plupart sont au moins en partie romanes, se trouvent sur le territoire de la municipalité de Biescas : églises Saint-Pierre et Saint-Sauveur de Biescas, Sainte-Eulalie d'Orós Bajo, Saint-Jean de Busa, Saint-Martin d'Oliván...

## Personnages célèbres
- Fernando Escartín, cycliste, 3e du Tour de France 1999

## Jumelages
Arthez-de-Béarn (France)